# Кипчак (висота)
Кипча́к (крим. Qıpçaq; також Мелови́й, рос. Увал Меловой) — висота в Євпаторійському районі Автономної Республіки Крим, найвища точка Тарханкутської височини.
Знаходиться на 6 км на схід від села Красносільське.
Висота — 178,4 м.
На висоті знаходиться Тарханкутська ВЕС.

## Пам'ятник археології Меловий увал
У 2010 році на пологому північному схилі висоти, від її вершини до нижньої частини, по якій тягнеться довга Південно-Оленівська балка, було проведено автомобільні та піші розвідки. У широтному напрямку досліджувана площа обмежувалася східною околицею села Оленівка із заходу та шосейною дорогою Красносільське — Мар'їне зі сходу. Під час цих робіт один із виявлених кам'яних курганів у польовій документації отримав порядковий номер 335. Цей курган був розкопаний у 2010 та 2011 роках. Він знаходиться в центральній частині північного схилу Крейдяного овалу на відстані 5,5 кілометрів на ВПВ від села Оленівка і 7,8 кілометрів на ЗЮЗ від села Красносільське. Характер розподілу виявлених пам'яток дозволяє виділити чотири основні кластери: Північний район, Північно-Західний район, Центральний. Всі вони включають схили Тарханкутського підняття.